# Marc Bouissou
Marc Émile Bouissou, francoski veslač, * 6. april 1931, Joinville-le-Pont, Francija, † 23. november 2018, Boulogne-Billancourt, Francija.
Bouissou je za Francijo nastopil na Poletnih olimpijskih igrah 1952 v Helsinkih kot član četverca brez krmarja, ki je tam osvojil srebrno medaljo.